# Platystoma strix
Platystoma strix är en tvåvingeart som beskrevs av Josef Aloizievitsch Portschinsky 1875. Platystoma strix ingår i släktet Platystoma och familjen bredmunsflugor. Inga underarter finns listade i Catalogue of Life.